# Zahlungskarte

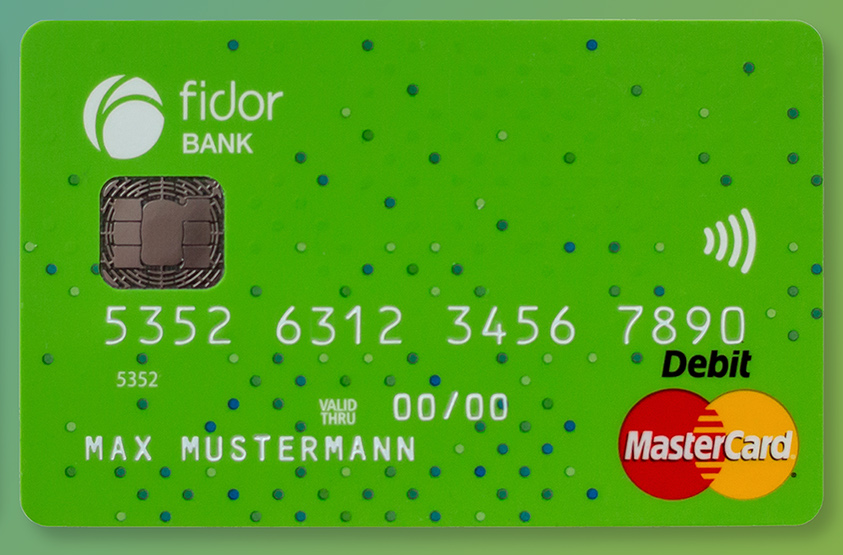
Debit-Mastercard der deutschen Fidor Bank

Die Zahlungskarte (auch Zahlkarte; englisch payment card) ist ein Zahlungsinstrument, das seinen Inhaber berechtigt, bei den am Zahlungsverfahren angeschlossenen Vertragsunternehmen (Händler, Verkäufer) Rechnungen gegen Vorlage der Karte durch bargeldlose Zahlung zu begleichen.

## Allgemeines
Das Bargeld als einziges gesetzliches Zahlungsmittel wird in Deutschland, Österreich und der Schweiz immer stärker durch den bargeldlosen Zahlungsverkehr verdrängt. Zu letzterem gehören nicht nur Überweisungen, Echtzeitüberweisungen oder Lastschriften, sondern auch der Zahlungsvorgang durch Kartenzahlungen oder ähnliche Systeme. Von den Zahlungskarten grenzen sich die reinen Bankkarten dadurch ab, dass letztere ursprünglich ausschließlich für Barauszahlungen, Bareinzahlungen und Kontoauszugsdrucker verwendet werden können.
Unter einer Zahlungskarte wird heute eine handelsübliche Plastikkarte im Scheckkartenformat verstanden. Der Aussteller der Karte sorgt durch Codierung mittels Magnetstreifen oder Chip dafür, dass Missbrauch oder Fälschung weitgehend ausgeschlossen werden und den Inhaber in die Lage versetzt, Geld oder einen monetären Wert zu übertragen. Der Karteninhaber muss eine Geldschuld erfüllen, so dass er die Karte selbst oder die auf dem Magnetstreifen oder Kartenchip gespeicherten Geldeinheiten – deren Träger letztlich die Karte ist – zu diesem Zweck verwenden kann.
Die Deutsche Bundesbank definiert die Zahlungskarte als einen Gegenstand, „mit dem der Inhaber über ein Kartensystem entweder Zahlungstransaktionen vornehmen oder Bargeld abheben bzw. einzahlen kann, sei es mit Hilfe einer Plastikkarte oder eines mobilen Geräts. Ein Kartensystem ist ein Rahmenwerk technischer und kommerzieller Regelungen, das für die Betreuung einer oder mehrerer spezifischer Kartenmarken eingerichtet wurde. Dieses Rahmenwerk enthält die organisatorischen und rechtlichen Bestimmungen wie auch die Rahmenbedingungen, die erforderlich sind, damit die von der Marke vermarkteten Dienste funktionieren.“

## Material
Zahlungskarten bestehen aus mehrschichtigem, beidseitig hochglänzend laminiertem PVC oder in seltenen Fällen aus Metall. Der Vorteil dieses mehrschichtigen Aufbaus besteht in der hohen Verformbarkeit und nahezu Unzerbrechlichkeit. Das Format von 85,6 mm × 53,98 mm × 0,76 mm abgerundeten Ecken mit einem Radius von 3,18 mm ist durch ISO 7810 vorgegeben.
Für Zahlungskarten im ID1-Format gelten derzeit folgende Formate: ISO 7810 für die äußere Gestaltung (englisch ID-Cards Physical Characteristics), ISO 7816-2 für die Platzierung von Magnetstreifen und Chip (englisch ID-Cards Dimension and location ot contacts) und ISO 7816-3 für die elektronischen Signale und die verwendeten Protokolle (englisch ID-Cards Electronic Signals and transmission protocols).

## Bestandteile
Zahlungskarten zeigen auf der Vorderseite das Logo des Ausstellers, den Namen des Karteninhabers und des kontoführenden Kreditinstituts, den integrierten Chip, auf der Rückseite befinden sich die Unterschriftsprobe des Karteninhabers und der Magnetstreifen. Der Chip wird bei Kartennutzung durch den Chipkartenleser ausgelesen, der Magnetstreifen durch einen Durchzugleser. Die Chipkarte entspricht der Norm ISO 7816-1, Chip und Magnetstreifen sind beide noch für einen Übergangszeitraum erforderlich (ISO 7816-2).

## Arten
Eine Kartenzahlung ist eine Zahlung, bei der kontogebundene (beispielsweise Debitkarten) und nicht kontogebundene Zahlungskarten (wie Kreditkarten) eingesetzt werden.
- Bankkarten (englisch bank cards) waren ursprünglich nur für Barauszahlungen, Bareinzahlungen und Kontoauszugsdrucker vorgesehen. Inzwischen gibt es auch Bankkarten mit Zahlungsfunktion[8], so dass sie funktionell zu den Debitkarten gehören.
- Bei Debitkarten (englisch Pay Now Cards, Debit Cards) werden die bargeldlosen Zahlungen (und die Barauszahlungen) kurzfristig dem Girokonto des Kartenzahlers belastet. Die Identität des Karteninhabers wird hier zumeist mit einer PIN überprüft. Die wichtigste Debitkarte ist die Maestro-Karte. Weitere Systeme sind V Pay und die deutsche girocard.
- Bei elektronischen Geldbörsenkarten (englisch Pay Before Cards) muss deren Chip zunächst mit einem Guthaben aufgeladen werden, um die später erfolgenden bargeldlosen Zahlungen durchführen zu können (Prepaid-Kreditkarten). Nach Verbrauch ist erneut ein Aufladen erforderlich. Bei der Zahlung wird wie bei Bargeld nicht die Identität überprüft, der Käufer bleibt gegenüber dem Verkäufer/Händler anonym. Elektronische Geldbörsen befinden sich meist als Zusatzfunktion auf anderen Karten. Die elektronische Geldbörse in Deutschland ist die Geldkarte und in der Schweiz Cash. Die österreichische Lösung Quick wurde mit dem 31. Juli 2017 eingestellt.
- Bei Kreditkarten (englisch Pay Later Cards, Credit Cards) werden die bargeldlosen Zahlungen (und die Barauszahlungen) entweder einmal monatlich mit einer Liste aller Zahlungen in Rechnung gestellt (englisch Charge Cards) oder bis auf einen Betrag, der mindestens zu bezahlen ist, kreditiert (englisch Revolving Credit Cards). Die Identität des Karteninhabers wird zumeist durch Unterschrift überprüft. Die wichtigsten Kreditkarten sind Mastercard-, Visa-, American-Express- und Diners-Club-Karten.

Außerdem gibt es mobiles Bezahlen durch Smartphones, Tablets oder Wearable Computing, das durch kontaktloses Bezahlen erfolgt. Technologien wie Bluetooth, QR-Codes oder das Kontaktlosverfahren durch Near Field Communication (NFC) können hier zur Übertragung der Zahlungsdaten verwendet werden. Die NFC-Funktion wird teilweise auch bei Zahlungskarten berücksichtigt.
Ferner können Zahlungskarten wie folgt unterteilt werden:
- Nach der Liquiditätswirkung für den Inhaber:
  - Kreditkarte: Der Zeitraum zwischen Zahlung und Belastung beträgt mindestens einen Monat.
  - Chargekarte: Auch bei ihr erhält der Karteninhaber monatlich eine Rechnung, die sofort bzw. innerhalb einer Frist von bis zu 30 Tagen zahlbar ist.
  - Debitkarte: Der Karteninhaber wird nach Bezahlung sofort belastet.
  - Guthabenkarte: Der Karteninhaber muss Vorauszahlungen leisten, bevor er mit ihr zahlen kann.
- Nach dem Einsatzbereich:
  - internationale Zahlungskarten: beispielsweise American Express, Diners Club, Mastercard oder Visa;
  - nationale Zahlungskarten:
    - von Kreditinstituten: etwa Bankcard-Servicenetz oder Girocard;
    - Kundenkarten von Handels- und Dienstleistungsunternehmen wie etwa Payback oder Kundenkarten von Bahngesellschaften (beispielsweise Bahncard).
- Nach dem Speichermedium:
  - Magnetstreifenkarte: Sie enthält einen meist auf der Rückseite angebrachten Magnetstreifen, dessen gespeicherte Daten mittels eines Durchzuglesers ausgelesen werden können.
  - Chipkarte: Der Chip ist ein integrierter Schaltkreis und dient bei E-Geldverfahren als spezifisches Speichermedium, mit dem die Informationen über das Kartenguthaben verwaltet werden.
  - Hybridkarte: Enthält sowohl einen Magnetstreifen als auch einen Chip.

Keine Zahlungskarten sind Kundenkarten oder Telefonkarten, die lediglich bargeldlose Einkäufe oder Telefonate ermöglichen.

## Zahlungsablauf
Die Zahlungskarte wird vom Verkäufer/Händler (Vertragsunternehmen) entgegengenommen, der die Identitätsfeststellung vornimmt, den Rechnungsbetrag mit den Kartendaten zum Leistungsbeleg verbindet sowie erforderlichenfalls die PIN und die Unterschrift vom Kartennutzer anfordert. Die Zahlungspflicht des Kartenausstellers wird vom Vertragsunternehmen durch den Zusatz „Unterschrift des Karteninhabers ist auf dem Leistungsbeleg vorhanden“ (englisch signature on file) ausgelöst. Diese Zahlungspflicht des Kartenunternehmens entsteht nur, wenn das Vertragsunternehmen mit Hilfe des POS-Terminals ordnungsgemäße Leistungsbelege erstellt. Diese Regelung schreibt eine sachgemäße Dokumentation der abgewickelten Geschäfte vor, die insbesondere zur Bearbeitung etwaiger Beschwerden eines Karteninhabers benötigt wird. Die Angabe „signature on file“ ist stets eine notwendige Voraussetzung der Zahlungspflicht des Kreditkartenunternehmens im Präsenzverfahren, die Zahlungspflicht im Mailorderverfahren entsteht auch ohne den Vermerk „signature on file“ auf den Leistungsbelegen, wenn Bestellungen per E-Mail/Internet übermittelt werden und dem Vertragsunternehmer die Unterschriften der Karteninhaber nicht vorliegen.

## Rechtsfragen
Die Zahlungskarte ist nach Art. 2 Nr. 15 Verordnung (EU) 2015/751 des Europäischen Parlamentes und des Rates vom 29. April 2015 über Interbankenentgelte für kartengebundene Zahlungsvorgänge ein Zahlungsinstrument, das dem Zahler ermöglicht, Debit- oder Kreditkartentransaktionen zu veranlassen. Bei „garantierten“ Zahlungskarten übernimmt deren Aussteller (Issuer oder Acquirer) eine Zahlungsgarantie, der ein abstraktes Schuldversprechen gemäß § 780 BGB zugrunde liegt.
Das Strafrecht kennt Zahlungskarten als Rechtsbegriff, der sie als Tatobjekt behandelt. Pendant für den Straftatbestand der Geldfälschung bei Bargeld ist der Kreditkartenbetrug. Dabei regelt § 152a StGB die Fälschung von Zahlungskarten ohne Garantiefunktion und § 152b StGB die Fälschung von Zahlungskarten mit Garantiefunktion. Zahlungskarten ohne Garantiefunktion sind die von einem Kreditinstitut oder Finanzdienstleistungsinstitut herausgegebenen kontogebundenen Karten (Debitkarten), zu den Zahlungskarten mit Garantiefunktion gehören die nicht kontogebundenen Kreditkarten. § 152a StGB erfasst nicht Kundenkarten und Telefonkarten.
Elektronische Geldbörsen können durch Hacker attackiert werden. Als Ausspähen von Daten (englisch hacking) wird das unerlaubte Eindringen in ein fremdes Computersystem oder Computernetzwerk unter Überwindung der Zugangssicherung verstanden, um sich oder einem anderen unbefugt Zugang zu Daten zu verschaffen, die nicht für ihn bestimmt und die gegen unberechtigten Zugang besonders gesichert sind (§ 202a StGB). Zudem kann der Computerbetrug nach § 263a StGB erfüllt sein, bei dem jemand das Ergebnis eines Datenverarbeitungsvorgangs durch unrichtige Gestaltung des Programms, durch Verwendung unrichtiger oder unvollständiger Daten, durch unbefugte Verwendung von Daten oder sonst durch unbefugte Einwirkung auf den Ablauf beeinflusst.

## Wirtschaftliche Aspekte
Zahlungskarten sind das am weitesten verbreitete und am häufigsten verwendete bargeldlose Zahlungsmittel in Europa und der Eurozone. Die Anzahl der im Euro-Währungsgebiet umlaufenden Karten mit Zahlungsfunktion erhöhte sich im Jahr 2018 um 4,0 % auf 544,0 Millionen. Bei einer Gesamtbevölkerung im Euroraum von 341 Millionen entspricht das rund 1,6 Zahlungskarten je Einwohner. Die Zahl der Kartenzahlungen stieg um 13,0 % auf 41,4 Milliarden mit einem Gesamtwert von 1,8 Billionen Euro. Dies entspricht einem durchschnittlichen Wert von rund 44 Euro je Kartenzahlung. Bereits 46 % aller bargeldlosen Transaktionen im Euroraum waren Kartenzahlungen, 23 % entfielen jeweils auf Überweisungen (inklusive Echtzeitüberweisungen) und Lastschriften. Der höchste Anteil der Kartenzahlungen mit 70,5 % lag in Portugal und jener der Überweisungen mit 43,6 % in der Slowakei, während bei den Lastschriften der höchste nationale Anteil mit 46,9 % – wie auch schon in den Vorjahren – auf Deutschland entfiel.
Allein in Deutschland befanden sich 2018 insgesamt 158,8 Millionen Zahlungskarten an Kunden in Umlauf, weit mehr als in jedem anderen europäischen Land. Allerdings lag hier der Anteil der Kartenzahlungen mit 23,4 % noch unterhalb des Anteils der Überweisungen (28,5 %). Gleichzeitig sank der Anteil der Barzahlungen am Umsatz stetig von 53,1 % (2011) auf 47,6 % (2017), während die Debitkarten von 28,3 % auf 34,0 % stiegen. Bei den Transaktionen führte die Barzahlung mit einem Anteil von 74,3 %, Debitkarten nahmen zu auf 18,4 %, Kreditkarten verharrten bei 1,5 %.
Seit dem Jahre 2011 stieg die Anzahl der Kartenzahlungen in Deutschland je Einwohner von 36,6 (2011) über 45 (2013) auf 54,4 (2017) an, also hatte jeder Einwohner im Jahr 2017 im Durchschnitt 54,4 Kartenzahlungen getätigt. Bei Beträgen bis 5 Euro liegt in Deutschland der Barzahlungsanteil bei 96 %, zwischen 5 und 20 Euro bei 88 %, 20 bis 50 Euro noch bei 60 %. Erst bei Beträgen ab 50 bis 100 Euro überwiegt die Debitkarte (45 %), ab 100 Euro liegt der Barzahlungsanteil bei 24 %.
Laut einer Studie des EHI Retail Institutes wurden im Jahr 2019 insgesamt 224,6 Milliarden Euro mit Kartenzahlungen umgesetzt.  Das globale Marktforschungsunternehmen Euromonitor International belegte, dass im Jahr 2020 in Folge der Coronapandemie und der Beachtung von Hygienefaktoren das Kartenzahlungsvolumen erstmals in der Geschichte sämtliche Bargeldtransaktionen überstieg.